# Lijst van Maorigoden
Dit is een lijst van Maorigoden met korte beschrijvingen.

## Lijst

### A
| Naam       | Naam in Maori | Variant | Korte beschrijving                        |
| ---------- | ------------- | ------- | ----------------------------------------- |
| Ao         |               |         | Personificatie van het licht en het leven |
| Ārohirohi  |               |         | Godin van luchtspiegelingen               |
| Auahitūroa |               |         | God van kometen, de oorsprong van vuur    |

### H
| Naam           | Naam in Maori | Variant                | Korte beschrijving                            |
| -------------- | ------------- | ---------------------- | --------------------------------------------- |
| Haumia         |               | Haumia-tiketike, Haumi | God van voedsel afkomstig van de wilde natuur |
| Hine-nui-te-pō |               |                        | Godin van de nacht en dood                    |

### I
| Naam    | Naam in Maori | Variant | Korte beschrijving                                     |
| ------- | ------------- | ------- | ------------------------------------------------------ |
| Ika-Roa |               |         | Vis die de sterren in het melkwegstelsel heeft gebaard |
| Ikatere |               |         | Visgod, vader van al het zeeleven                      |

### K
| Naam | Naam in Maori | Variant | Korte beschrijving       |
| ---- | ------------- | ------- | ------------------------ |
| Kiwa |               |         | Beschermer van de oceaan |
| Kui  |               |         | Chtonische halfgod       |

### M
| Naam        | Naam in Maori | Variant | Korte beschrijving            |
| ----------- | ------------- | ------- | ----------------------------- |
| Mahuika     |               |         | Godin van vuur                |
| Makeatutara |               |         | Beschermer van de onderwereld |
| Maru        |               |         | God van zoete wateren         |
| Māui        |               |         | Halfgod                       |

### P
| Naam        | Naam in Maori | Variant | Korte beschrijving                         |
| ----------- | ------------- | ------- | ------------------------------------------ |
| Papatūānuku |               | Papa    | Moeder van de aarde                        |
| Pūhaorangi  |               |         | Sterrengod                                 |
| Punga       |               |         | Voorouder van haaien, hagedissen en roggen |

### R
| Naam          | Naam in Maori | Variant | Korte beschrijving                          |
| ------------- | ------------- | ------- | ------------------------------------------- |
| Ranginui      |               | Rangi   | Vader van de lucht                          |
| Rehua         |               |         | God van sterren en genezing                 |
| Rohe          |               |         | Godin van de Zielenwereld                   |
| Rongo Mā Tane |               |         | God van gedomesticeerde voedselbronnen      |
| Rongomai      |               |         | Kan naar verschillende goden verwijzen      |
| Ruaumoko      |               |         | God van vulkanen, aardbevingen en seizoenen |

### T
| Naam           | Naam in Maori | Variant | Korte beschrijving                   |
| -------------- | ------------- | ------- | ------------------------------------ |
| Tama-nui-te-rā |               |         | Personificatie van de zon            |
| Tānemāhuta     |               |         | God van bossen en vogels             |
| Tane-rore      |               |         | Personificatie van luchtspiegelingen |
| Tangaroa       |               |         | God van de zee                       |
| Tangotango     |               |         | Sterrengodin                         |
| Tāwhaki        |               |         | God van donder en bliksem            |
| Tāwhirimātea   |               |         | God van het weer                     |
| Te Uira        |               |         | Personificatie van bliksem           |
| Tinirau        |               |         | Beschermer van vissen                |
| Tūmatauenga    |               |         | God van oorlog                       |
| Tū-te-wehiwehi |               |         | Vader van de reptielen               |

### U
| Naam   | Naam in Maori | Variant | Korte beschrijving |
| ------ | ------------- | ------- | ------------------ |
| Uenuku |               |         | God van regenbogen |

### W
| Naam     | Naam in Maori | Variant | Korte beschrijving         |
| -------- | ------------- | ------- | -------------------------- |
| Whaitiri |               |         | Personificatie van donder  |
| Whiro    |               |         | manifestatie van het kwaad |